# Berlin Plus

Europakarte mit den Mitgliedschaften der
Staaten in der EU
und der NATO.
Nur EU-Mitglied
Nur NATO-Mitglied
Mitglied von beiden

Die Berlin-Plus-Vereinbarung ist ein Abkommen über die Beziehungen zwischen der NATO und der EU.

## Allgemeines
Die Berlin-Plus-Vereinbarung bildet die Grundlage für das gemeinsame (militärische) Handeln zwischen der NATO und der EU und wird deshalb als Meilenstein in den beidseitigen Beziehungen bezeichnet. Das Ziel ist es, Kompetenzstreitigkeiten abzubauen, um damit nicht unnötig die eigenen Kapazitäten zu belasten.
Die Ziele der Vereinbarung sind folgende:
- Austausch von geheimen Informationen (NATO-EU-Sicherheitsabkommen)
- Rückgriff auf NATO-Planungskapazitäten bei einem von der EU geführten Einsatz
- Bereitstellung der NATO-Kommandostruktur für EU-geführte Missionen
- rechtliche Abläufe für Freigabe, Überwachung, Rückgabe und Rückforderung der NATO-Kapazitäten
- Festlegung der Aufgabenbereiche und Richtlinien des stellvertretenden militärischen Oberbefehlshabers der NATO (DSACEUR)
- Festlegung der Regeln für NATO-EU-Konsultationen

Die tatsächliche Vereinbarung sieht so aus:
- Die NATO besitzt das Recht auf den ersten Zugriff, was von der EU anerkannt wird. Dies bedeutet, dass im Ernstfall die NATO zuerst intervenieren darf, sofern ein entsprechender politischer Beschluss vorliegt.
- Die EU kann bei einer Mission nur dann auf NATO-Kapazitäten zurückgreifen, wenn die NATO nicht als Ganzes engagiert ist.
- Aufgrund bestehender Fähigkeitslücken kann die EU anspruchsvolle Einsätze nur durch Hinzuziehung von NATO-Kapazitäten absolvieren, was bedeutet, dass die Mission vom stellvertretenden SACEUR geführt wird.

## Geschichtliche Entwicklung
- Juni 1996: Der NATO-Rat verabschiedet die Berlin-Beschlüsse.
- Dezember 2002: Die NATO und die EU einigen sich über eine vertragliche Absicherung der Berlin Beschlüsse.
- 13. März 2003: NATO und EU einigen sich mit Berlin Plus auf eine Grundlage für ein militärisches Handeln der EU im Falle eines Nicht-Eingreifens der NATO.
- Dezember 2003: Die EU richtet eine permanente Zelle im NATO-Hauptquartier SHAPE ein, die NATO ein Verbindungsbüro im EU-Militärstab (EUMS).

## Beurteilung
Wertet man Berlin Plus aus, scheint es so, dass die Gemeinsame Sicherheits- und Verteidigungspolitik (GSVP) der EU von der NATO abhängig ist. Die NATO besitzt – wenn man es so formulieren will – das Vorrecht bei Konflikten zu intervenieren. Die EU müsste sich dem laut Vereinbarung beugen und stuft sich damit zu einem Spieler zweiter Klasse ab. Dies kann man auch daran erkennen, dass man zuweilen die Kapazitäten und Fähigkeiten der NATO benötigt (was nicht unbedingt heißt, dass es an eigenen Truppen mangelt), um eigene Mission durchzuführen. Diese Fakten sprechen nicht gerade für eine selbstständige bzw. unabhängige Außen- und Sicherheitspolitik.
Von Seiten der NATO und damit aus US-Sicht kann Berlin Plus so interpretiert werden, dass die EU in ihren Bestrebungen eigene Krisenreaktionskräfte aufzubauen – die eine Art Konkurrenz zur NATO darstellen könnte – im Zaum hält. Eine mögliche Loslösung vieler europäischer NATO-Staaten von dieser weg zur GSVP würde einen unnötigen Gegenpol zur US-dominierten NATO-Politik und somit eine Schwächung des nordatlantischen Bündnisses bedeuten. Positiv betrachtet und wie von offizieller Seite verlautbart, rücken NATO und EU enger aneinander, woraus ein großer und starker globaler Mitspieler entsteht. Dies würde die NATO- und EU-Staaten entlasten, die sich sonst zwischen beiden Organisationen hin- und hergerissen fühlen. Eine engere Zusammenarbeit bzw. Zusammenlegung von militärischen Ressourcen spart Führungspersonal, Truppen, Ausrüstung, Gerät und letztlich Budget. Daraus resultiert, dass Berlin Plus die aktive Handlungsfähigkeit der EU erhöht, da man durch zusätzliche NATO-Ressourcen seine eigenen Kräfte – beispielsweise die EU Battlegroups – unterstützt.
Einer pragmatischen Beurteilung zufolge würde der Jahrzehnte dauernde Aufbau eigener militärischer Planungsstäbe für die GSVP sowie die milliardenschweren Investitionen in von der NATO unabhängige sowie redundante (sich doppelnde) Planungsstäbe dafür sorgen, dass eine effektive GSVP nicht erreicht würde. Eine Nutzung der Möglichkeiten des Berlin Plus erhöht somit die Schlagkraft der EU, welche unabhängig von den übrigen NATO-Staaten deren Ressourcen verwenden kann, ohne „ad hoc“ ein paralleles, teures und letztlich mit den heutigen engen Budgets nicht realisierbares System zu errichten (Schweden, Österreich als Nicht-NATO-Staat, sowie das traditionell nach Unabhängigkeit bzw. Abgrenzung von den Vereinigten Staaten strebende Frankreich sind trotzdem besonders starke Befürworter unabhängiger GSVP-Strukturen).
Trotz alledem entspricht Berlin Plus der Europäischen Sicherheitsstrategie (ESS). Europa vertieft seine Zusammenarbeit mit anderen Organisationen – hier die NATO – und Nationen, in diesem Fall die Vereinigten Staaten als auch Kanada.